# Franz Julius Ferdinand Meyen

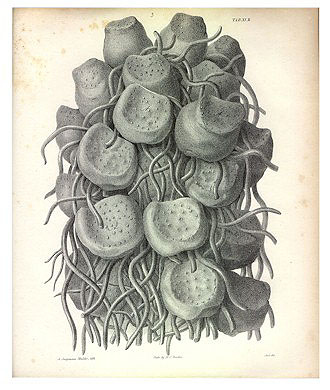
Afbeelding uit Meyens werk Ueber die neuesten Fortschritte der Anatomie und Physiologie der Gewächse (1834).

Franz Julius Ferdinand Meyen (Tilsit, 28 juni 1804 - Berlijn, 2 september 1840) was een Duits fysicus, botanicus en zoöloog.
In 1830 schreef Meyen Phytotomie, een eerste overzicht van de anatomie van een plant. Tussen 1830 en 1832 nam hij deel aan een expeditie naar Zuid-Amerika, waar hij Peru, Chili en Bolivië bezocht. Daar beschreef hij nieuwe diersoorten, zoals de humboldtpinguïn, de gestreepte dolfijn en de Peruviaanse haasmuis.
Franz Julius Ferdinand Meyen stierf op amper 36-jarige leeftijd in Berlijn. Een plantengeslacht, nl de Meyenia, en een vissoort, nl de Taeniurops meyeni, werden naar hem vernoemd.
- Bibsys: 2047640
- Bibliothèque nationale de France: cb12278521h (data)
- Author citation (botany): Meyen
- CiNii: DA02656874
- Stuttgart Database of Scientific Illustrators 1450–1950: 8794
- Gemeinsame Normdatei: 116962437
- International Standard Name Identifier: 0000 0000 8190 575X
- Library of Congress Control Number: n81035743
- Nationale bibliotheek van Australië: 35405342
- Nationale Bibliotheek van Israël: 987007274201605171
- Nationale Bibliotheek van Polen: a0000003709888
- Nederlandse Thesaurus van Auteursnamen: 168468522
- Réseau des bibliothèques de Suisse occidentale: 02-A003588798
- Système universitaire de documentation: 031602304
- Museum of New Zealand Te Papa Tongarewa: 50136
- Trove: 950648
- Virtual International Authority File: 122113363
- WorldCat: E39PBJfcRP3C9cgkdhxkx6HKVC